# 喀里多尼亚岛

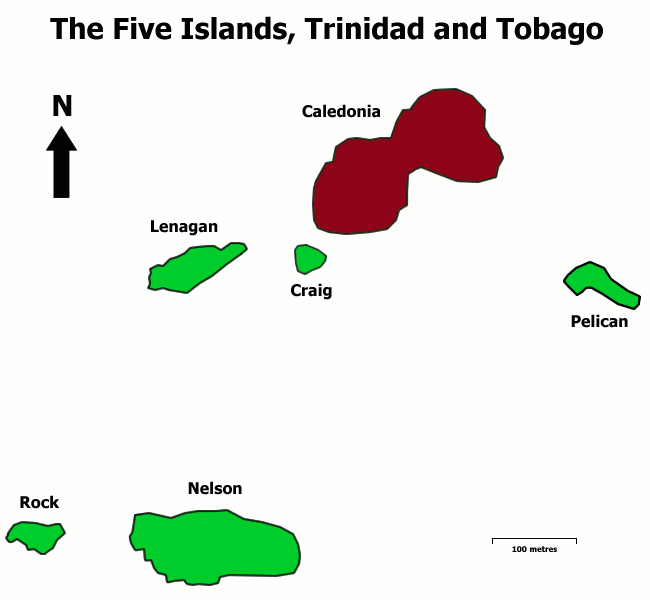
喀里多尼亚岛在五群島中的位置

喀里多尼亚岛是特立尼达和多巴哥的一个岛屿。它是五群岛中的一个岛屿，位于西班牙港的西面。